# NGC 842
NGC 842 est une galaxie lenticulaire située dans la constellation de la Baleine. NGC 842 a été découverte par l'astronome britannique John Herschel en 1831.

## Caractéristiques
Sa vitesse par rapport au fond diffus cosmologique est de 3 568 ± 21 km/s, ce qui correspond à une distance de Hubble de 52,6 ± 3,7 Mpc (∼172 millions d'al).
À ce jour, une mesure non basée sur le décalage vers le rouge (redshift) donne une distance d'environ 39,700 Mpc (∼129 millions d'al). Cette valeur est à l'extérieur des valeurs de la distance de Hubble. Notons que c'est avec la valeur moyenne des mesures indépendantes, lorsqu'elles existent, que la base de données NASA/IPAC calcule le diamètre d'une galaxie et qu'en conséquence le diamètre de NGC 842 pourrait être d'environ 30,3 kpc (∼98 800 al) si on utilisait la distance de Hubble pour le calculer.

## Groupe de NGC 788
La galaxie NGC 842 fait partie du groupe de NGC 788 qui comprend au moins 5 galaxies. Outre NGC 842 et NGC 788, les 3 autres galaxies du groupe sont IC 183, NGC 829 et NGC 830.